# Colin Long (Tennisspieler)
Colin Foster Long (* 23. März 1918 in Melbourne, Victoria; † 8. November 2009) war ein australischer Tennisspieler.

## Leben und Leistung
Longs größte Erfolge sind der viermalige Gewinn der Australian Open im Mixed-Bewerb in den Jahren 1940, 1946, 1947 und 1948, allesamt errungen mit seiner Partnerin Nancye Wynne. 1939 und 1948 erreichte er zudem das Finale der Australian Open im Herrendoppel.
Insgesamt konnte Long im Verlauf seiner Karriere sechs Turniere gewinnen. Als Einzelspieler war er mäßig erfolgreich, das Erreichen des Viertelfinales der australischen Meisterschaften von 1947 bis 1950 sind seine Top-Ergebnisse bei einem Grand-Slam-Turnier. Als Angehöriger der Australian Imperial Force gewann er 1942 die Tennismeisterschaften des britischen Mandatsgebietes Palästina.